# Tarenna longipedicellata
Tarenna longipedicellata là một loài thực vật có hoa trong họ Thiến thảo. Loài này được (J.G.García) Bridson miêu tả khoa học đầu tiên năm 1979.